# Joseph Lesniak
Joseph Lesniak (ur. 1890, zm. 1979) – amerykański duchowny katolicki, biskup Polskiego Narodowego Kościoła Katolickiego działającego na terenie Stanów Zjednoczonych Ameryki.
W 1937 został konsekrowany na biskupa przez bp Franciszka Hodura. Współkonsekratorami byli biskupi: Leon Grochowski i Jan Jasiński. Po konsekracji objął funkcję biskupa ordynariusza diecezji wschodniej PNKK.
W 1951 został proboszczem parafii katedralnej Matki Bożej Różańcowej w Buffalo oraz ordynariuszem diecezji Buffalo-Pittsburgh PNKK.